# 立榮航空873號班機爆炸事件
立榮航空873號班機是立榮航空一班由台北松山機場前往花蓮機場的航班。1999年8月24日，一架MD-90型客機B-17912執行此航班，在降落花蓮機場後，飛機突然發生爆炸，造成28人輕重傷，一名乘客在入院後47天引發併發症死亡。

## 經過

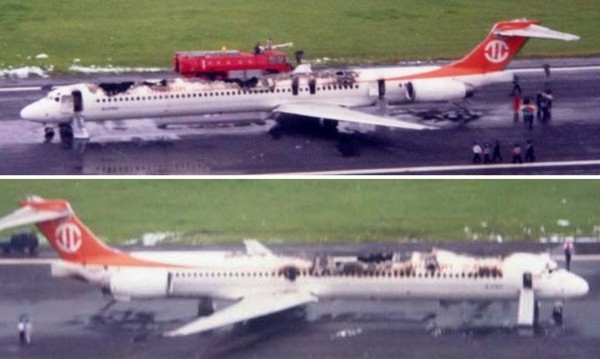
B-17912，發生爆炸事故的MD-90客機，在爆炸事故花蓮機場拍攝的客機發生爆炸後的兩側照

當天MD-90客機B-17912飛行了25分鐘，從台北松山機場起飛，降落於花蓮機場滑行約500公尺後，中午12時36分第7排至第9排之上方行李櫃突然發出巨響，隨即在機身右側冒出大量黑煙，爆炸讓一些雜物及燒焦的行李拋出機外並散落在跑道上。乘客很快地撤離，消防員則花了超過半小時才控制火勢。飛機艙頂燒出大洞，導致飛機報廢。最後28名乘客受傷，其中造成一名孕婦李惠蓉流產，前田徑選手古金水的哥哥古金池經搶救47天仍告不治。

## 事故原因
初步的調查報告於1999年發表，指出爆炸原因是因為有乘客攜帶兩支家用漂白劑、機車電池並放在客艙頂的行李架上。不過，臺灣花蓮地方法院法官斷定有乘客攜帶了兩支汽油登機。判決認為古金水攜帶了兩支分別用漂白劑及柔順劑空塑膠瓶盛載的汽油並準備交給親友。其中漂白水瓶遭刻意用矽膠封住，其中一個漂白水瓶有空隙，因未封牢有汽油滲出，並因為放在附近的一個摩托車用的鉛酸電池，而導致飛機落地時因衝擊力產生電弧，並觸發爆炸。古金水的胞兄古金池在這次事故中死亡。因此古金水被判處10年有期徒刑。後來古金水上訴，2002年5月28日仍被判處7年半有期徒刑。至2003年7月，古金水再上訴，經調查當中牽涉很多疑點，法官認定古金水託侄兒帶上飛機的漂白水瓶內並非汽油，而且查明古金水並無犯罪動機；因此臺灣高等法院花蓮分院於2004年12月27日下午4時3分判決古金水無罪。

## 大事記
- 1999年8月24日：立榮航空873號班次B-17912降落花蓮機場時爆炸，造成1死28傷。
- 2000年1月31日：臺灣花蓮地方檢察署偵查終結，將古金水以違反民用航空法提起公訴。
- 2001年4月3日：花蓮地方法院判決古金水10年有期徒刑。
- 2002年5月28日：臺灣高等法院花蓮分院改判古金水7年6個月有期徒刑。
- 2003年7月24日：中華民國最高法院採信中科院鑑定報告中有利古金水部分，發回更審。
- 2004年10月23日：花蓮高分院更一審開庭，當年機上乘客東華大學教授徐國士，首次出庭為古金水作證。
- 2004年12月27日：花蓮高分院更一審判決古金水無罪。
- 2007年1月30日：最高法院更二審判決古金水無罪。
- 2016年5月25日：古金水因癌症引發肺炎併發症過世，享年55歲。[5]
- 2020年1月9日：《空中浩劫》播出该事件发生及调查的记录片。[6]

## 事後處理
立榮航空公司以機場安檢缺失，要求國家賠償成立。

## 相關紀錄片
空難主題電視節目《空中浩劫》在第20季第一集收錄了本次事件，首播日期为2020年1月9日，但是，记录片所拍摄的调查经过及结果，仍采用了是古金水将装有汽油的漂白水瓶子的行李交给了侄子古俊峰，自己却搭乘另外一架飞机，而汽油的油气在空中的时候就开始漏油导致行李架里充满了油气混合物，于是在降落时因为飞机颠簸，导致预先放置的蓄电池短路而引爆，造成整起事件的说法。。

## 腳注
1. ↑  . 中国青年报. 1999-09-02  [2013-10-05]. （原始内容存档于2019-06-13）.
2. ↑   (PDF). Aviation Safety Council. 24 August 2000  [2020-05-06]. （原始内容 (PDF)存档于2021-04-19）.
3. ↑  簡東源. . 中國時報. 2004-12-28: A8.
4. ↑  99年立荣客机爆炸一案被告古金水二审获判无罪
5. ↑  徐誌謙「花蓮立榮航空八七三班次MD90飛機爆炸案大事記」 中國時報 2004年12月28日 A8版社會新聞
6. ↑  空中浩劫：Explosive Touchdown （页面存档备份，存于） 于 IMDB（英文页面）
7. ↑  . 2021-10-155. （原始内容存档于2023-03-02） （网易号）.

## 外部連結
- Aviation Safety Network （页面存档备份，存于）
- AirDisaster.Com （页面存档备份，存于）
- 自由電子報關於古金水更二審獲判無罪的報導 （页面存档备份，存于）
- 中華民國行政院飛航安全委員會公佈的調查報告